# Linochora aberrans
Linochora aberrans är en svampart som beskrevs av Syd. 1924. Linochora aberrans ingår i släktet Linochora och familjen Phyllachoraceae.   Inga underarter finns listade i Catalogue of Life.